# Primera Ley de Reforma Agraria de Cuba
La Primera Ley de Reforma agraria de Cuba se firmó el 17 de mayo de 1959 en La Plata, Sierra Maestra, Cuba dentro del proceso de la Revolución cubana.

## Antecedentes
El primer paso destinado a una reforma agraria en Cuba fue el Manifiesto sobre  el  derecho  de  los  campesinos a  la  tierra redactado  en  la  Sierra  Maestra  en  1958,  el  año  anterior  al triunfo de  la  Revolución, y firmado por Fidel Castro  y Humberto Sorí Marín. En esta declaración programática inicial tan  sólo  se  especificaba que los campesinos que estuviesen en posesión de la tierra y la cultivasen, tendrían derecho a una extensión de hasta 2 caballerías. No se definía, sin  embargo, sobre la tierra en posesión de extranjeros y sobre  los latifundios nacionales, dejando la puerta abierta para que el futuro gobierno implementase el Artículo 90 de la Constitución cubana de 1940 donde se proscribía el latifundio.

## Propósitos y Promulgación
La Primera Ley de Reforma Agraria se firmó el 17 de mayo de 1959 en La Plata, Sierra Maestra, Cuba dentro del proceso de la Revolución cubana. Según quienes apoyaron a esta ley, su objetivo era eliminar la situación de explotación del campesinado que hasta esa fecha había estado condenado a vivir en el camino real bajo el acoso de la guardia rural.
El statu quo reinante antes de firmarse esta ley era la de un 80% de las mejores tierras cubanas se encontraban en manos de un grupo de compañías norteamericanas. Así, enormes territorios se convirtieron en granjas populares y se organizó la producción agrícola en productos como el arroz, cítrico, ganado, café, viandas, tabaco y otros productos. 
La medida, anunciada por la Revolución, provocó el inmediato apoyo de muchos cubanos. La Ley de Reforma Agraria confiscó todas las propiedades de más de 400 hectáreas de extensión y entregó la tierra a numerosos campesinos. Fue reemplazada por la Segunda Ley de Reforma Agraria de Cuba de 1961.

## Generalidades
Ley del gobierno revolucionario cubano que liquidó el latifundio y la aparcería y cuyo objetivo fundamental era la redistribución de las tierras del país favoreciendo a los campesinos más pobres. La Ley perjudicó los intereses de los latifundistas nacionales y extranjeros y los alineó contra la Revolución cubana.
Fue la más trascendental de las medidas adoptadas por la Revolución en su primera etapa, pues benefició a más de 100 000 familias campesinas y asestó un duro golpe al latifundismo. Anuló el derecho de las empresas e individuos extranjeros a poseer tierras en Cuba, salvo aquellos que fueran pequeños agricultores.
Fijó en 30 caballerías (402 hectáreas) el máximo de tierra que podía poseer una persona. Dispuso la creación del Instituto Nacional de Reforma Agraria (INRA) para aplicar las medidas adoptadas, el cual sería presidido por el primer ministro Fidel Castro. La Ley constaba de 15 por cuantos, 67 artículos, 7 disposiciones transitorias y una disposición final. La última confería a la Ley de Reforma Agraria rango constitucional al declararla parte de la Ley Fundamental de la República.

## Causas
Dentro de las causas enunciadas por el gobierno revolucionario cubano para la promulgación de la Primera Ley de Reforma Agraria se encontraban:
- La concentración de la propiedad de la tierra en unas pocas manos, existiendo una situación a tal respecto que 2 336 fincas representaban el dominio sobre un área de 317 mil caballerías de tierra. Esto se traducía en que el 1,5% de los propietarios poseían más del 46% del área nacional en fincas.
- El desaprovechamiento de las tierras en las grandes fincas, donde se mantenían las áreas cultivadas en una producción de bajos rendimientos, utilizándose áreas excesivas en una explotación extensiva de la ganadería, y aún manteniéndose totalmente ociosas, y a veces cubiertas de marabú otras áreas que era necesario rescatar para las actividades productivas.
- La necesidad del crecimiento y diversificación de la industria cubana, para facilitar el aprovechamiento más eficaz de sus recursos naturales y humanos y la eliminación de la dependencia del monocultivo agrícola.
- Facilitar el surgimiento y extensión de nuevos cultivos que proveyeran a la industria nacional de materias primas y que satisficieran las necesidades del consumo alimenticio, consolidando y ampliando los renglones de producción agrícola con destino a la exportación, fuente de divisas para las necesarias importaciones.
- Elevar la capacidad de consumo de la población mediante el aumento progresivo del nivel de vida de los habitantes de las zonas rurales, contribuyendo a extender el mercado interior.
- Arrancar, de la situación de miseria tradicional, a la inmensa mayoría de la población rural de Cuba.
- Eliminar la aparcería.
- Eliminar la producción latifundiaria, extensiva y antieconómica, y sustituirla preferentemente, por una producción cooperativa, técnica e intensiva, que llevara consigo las ventajas de la producción en gran escala.
- Establecer medidas para impedir la enajenación futura de las tierras cubanas en manos de extranjeros.

## Disposiciones
La Ley de Reforma Agraria proscribió el latifundio en Cuba, fijando el límite máximo de caballerías a poseer por personas naturales o jurídicas en 30. Las tierras de los que excedieran ese total fueron nacionalizadas y repartidas entre los campesinos y obreros agrícolas. Por indicaciones de la Ley también fueron objeto de reparto las tierras pertenecientes al Estado y a los municipios.
No se consideraron nacionalizables las áreas concedidas en propiedad a cooperativas agrícolas de producción organizadas por el Instituto Nacional de Reforma Agraria, para la explotación de tierras del Estado; las del Estado, Provincias y Municipios que estuvieren dedicadas o se dedicaren a establecimientos públicos o de servicio general a la comunidad; los montes cuando se declarasen incluidos en las reservas forestales de la nación, sujetos para aprovechamiento, utilidad pública o explotación determinados por la Ley y las de comunidades rurales destinadas a satisfacer fines de asistencia social, educación, salud y similares, previa declaración de su carácter por el Instituto Nacional de Reforma Agraria, y solo en la extensión requerida para esos fines.
No se consideraron a los efectos de la determinación del límite máximo de treinta caballerías, las áreas necesarias para establecimientos industriales enclavadas en las fincas rústicas, así como para sus bateyes, oficinas y viviendas; así como tampoco las zonas urbanizadas en el interior de las fincas rústicas y las que por acuerdo del Instituto Nacional de Reforma Agraria se destinaron a crear caseríos o núcleos de población rural en las Zonas de Desarrollo Agrario; o donde existían otros recursos naturales susceptibles de ser explotados en previsión del desarrollo futuro del país, a juicio del Instituto Nacional de Reforma Agraria.

A partir de la promulgación de la Ley quedó prohibido establecer contratos de aparcería u otros en los que se estipulase el pago de la renta de las fincas rústicas en forma de participación proporcional en sus productos. Fueron exceptuados del margen máximo de 30 caballerías:
"Las áreas sembradas de caña, cuyos rendimientos no sean menores del promedio nacional, más de un 50%.
Las áreas ganaderas que alcancen el mínimo de sustentación de ganado por caballería que fije el Instituto Nacional de Reforma Agraria, atendido el tipo racial, tiempo de desarrollo, por ciento de natalidad, régimen de alimentación, por ciento de rendimiento en gancho en el caso vacuno destinado a carne, o de leche, en el caso de vacuno de esa clase. Se considerarán las posibilidades del área productora de que se trate por medio del análisis físico químico de sus suelos, la humedad de los mismos y régimen de las lluvias.

Las áreas sembradas de arroz que rindan normalmente no menos del 50% sobre el promedio de producción nacional de la variedad de que se trate, a juicio del Instituto Nacional de Reforma Agraria.Las áreas dedicadas a uno o varios cultivos o explotación agropecuaria, con o sin actividad industrial, para cuya eficiente explotación y rendimiento económico racional sea necesario mantener una extensión de tierra superior a la establecida como límite máximo en el Artículo 1 de esta Ley."

## Protestas
El 1 de junio de 1959 en la Provincia de Pinar del Río los cosechadores de tabaco se reunieron para protestar contra la Ley de Reforma Agraria. Al día siguiente una Asamblea Nacional de la Asociación Nacional de Ganaderos de Cuba acordó rechazar la Ley de Reforma Agraria. El 4 de julio en la Radioemisora CMAB los propietarios de fincas en Pinar del Río, afectados por esta Ley, hicieron pronunciamientos contra tal medida. El 26 de julio el presidente de la Agrupación de Propietarios de fincas rústicas de Pinar del Rio Félix Fernández Pérez es arrestado.
Muchos campesinos se oponen a la Reforma agraria iniciada por las autoridades, negándose a convertirse en empleados de las cooperativas agrícolas estatales y deseando seguir siendo propietarios de la tierra que ya poseen o convertirse en propietarios de la tierra redistribuida, por lo que se unen a la Rebelión del Escambray en contra de la dictadura de Fidel Castro.